# Clearnet
Pour la société financière Clearnet, voir LCH (chambre de compensation).

l'Iceberg du web

Le Clearnet est un terme qui se réfère au non-darknet, non-Tor,. Ce World Wide Web traditionnel possède des bases d'anonymat relativement faible, car la plupart des sites Web identifient systématiquement leurs utilisateurs par leur adresse IP.
Le terme a été utilisé comme synonyme du moteur de recherche du Web surfacique non-traditionnel, en raison du chevauchement historique où les darknets étaient une partie du Web profond.